# Лошан
Ло̀шан е хайдутин от XVII век.

## Биография
Лошан е хайдутин в четата на Петре Дундар през 30-те години на XVII век. В 1640 година се отказва привидно от разбойничеството и става мартолос и стига до поста мартолосбашия в Негушко. Въпреки това отново застава начело на чета от 30 души, с която действа в Битолско и ограбва богати турци и мюсюлмански духовници, като след акциите си се крие в Негушко. Става хайдутин, войвода на чета от 44 души, която действа в Леринско. Заловен, затворен и убит в Солунския затвор.